# 弾誓寺
弾誓寺（たんせいじ）は長野県大町市大町九日町にある曹洞宗の寺院。山号は帰命山。仁科三十三番札所の二番札所である。

## 概要
前身は仁科氏累代の祈願寺である浄福寺で、往古より大町の鐘撞き寺として知られた。鐘楼の傍らに5基の念仏供養塔がある。旧浄福寺址からは安貞2年（1228年）の銘をもつ日本最古級の鉄製鰐口（重要文化財）が出土し、その当時の本尊は現存する聖観音像（平安時代中期、長野県宝）である。
元禄から享保にかけて全盛を極め、本堂、方丈、薬師堂、観音堂、庫院、鐘楼など七堂伽藍が立ち並び、全国各地から参集した修行僧で賑わう、安曇郡きっての大寺であった。
本堂には現在の本尊の阿弥陀如来坐像のほか、延命地蔵立像や、木食山居の作による阿弥陀立像などを安置し、旧浄福寺の欄間4間が残されている。観音堂には旧本尊である聖観音像や、不動明王像、開山開祖の像とされる頂相3体、歴代住職の位牌などがある。境内には赤蓑騒動鎮圧当時の六角鬼堂墓や、江戸相撲年寄浦風林右エ門の墓がある。

## 歴史
当初は天台宗の寺として創建された。鎌倉時代末期に仁科氏の居館が安曇郡館ノ内（現・大町市社）から現在の天正寺の場所に遷移したのに合わせて、木船村から移された。
天正10年（1582年）の仁科氏滅亡後は荒廃したが、　江戸時代に佐渡島から善光寺に来住した木食弾誓上人が常念仏道場として再興し、三代目の法燈を嗣いだ唱岳長音上人が、寛永13年（1636年）に寺院として再建するにあたり、2世担唱上人の法号にちなんで寺号を帰命山とした。
文化3年（1816年）6月には江戸伝通院徳本上人の法座が開かれ、二日間の間に2000人超の聴衆が集まった。
明治5年（1872年）に廃仏毀釈により廃寺となるが、同34年（1901年）に旧制大町中学（のちの長野県大町高等学校）が仮校舎として使用した。昭和15年（1940年）に天正寺の末寺となって寺籍を回復した。本堂の手前に「大町高校発祥の地」の碑文が建つ。

## 所在地
大町市大町九日町4188番地

## 交通アクセス
- JR大糸線信濃大町駅 徒歩20分